# Janis Grinbergas
Janis Albertowitsch Grinbergas (lettisch Jānis Grīnbergs; russisch Я́нис Альбертович Гри́нбергас; * 29. Oktober 1925 in Liepāja, Lettische SSR, Sowjetunion; † 9. März 2013 in Vilnius, Litauen) war ein lettischer Basketballspieler, Basketballtrainer, Basketballschiedsrichter, Handballtrainer, Handballschiedsrichter und Präsident des litauischen Handballverbandes.

## Karriere
Seine Kindheit und Jugend verbrachte Grinbergas in Lettland. Im Jahr 1944 schickten ihn die deutschen Besatzer zum Arbeiten in die tschechische Stadt Hradec Králové. Nach dem Zweiten Weltkrieg zog er nach Prag.

### Schwerpunkt Basketball
In Prag spielte er Basketball beim örtlichen Verein Unkas, mit dem er tschechischer Meister wurde und den er später auch trainierte. Anschließend kehrte er in die Sowjetunion zurück. Von 1948 bis 1949 war er Dozent an der Universität von Kaunas. Von 1949 bis 1953 spielte und trainierte er Basketball bei Kaunas Audiniai. Im Jahr 1952 wurde er All-Union-Basketball-Schiedsrichter. Im Jahr 1950 machte er seinen Abschluss am Institut für Leibeserziehung in Lettland.

### Schwerpunkt Handball
Im Jahr 1953 zog er nach Vilnius und begann im selben Jahr als Handballtrainer zu arbeiten. In den Jahren 1962 bis 1970 war er Trainer der Handballnationalmannschaften der Männer und Frauen der UdSSR. Von 1956 bis 1964 war er Cheftrainer der sowjetischen Frauenmannschaft sowie von 1963 bis 1965 und von 1968 bis 1970 Cheftrainer der sowjetischen Männermannschaft. Unter ihm nahmen beide Mannschaften erstmals an Weltmeisterschaften teil: die Frauen belegten bei der Weltmeisterschaft 1962 in Rumänien den 6. Platz und die Männer 1964 in der Tschechoslowakei den 5. Platz.
Anschließend arbeitete er als Handballschiedsrichter. Mit einer internationalen Kommission leitete er Handballspiele bei acht aufeinander folgenden Olympischen Sommerspielen (1972–2000). Er war Mitglied der Schiedsrichter- und Regelkommission der Internationalen Handballföderation (IHF). Im Jahr 1980 war er Vorsitzender des Organisationskomitees für das Handballturnier der Olympischen Sommerspiele in Moskau. Er war Präsident des litauischen Handballverbandes und Ehrenpräsident des Litauischen Olympischen Komitees. Als Autor verfasste er eine Reihe von Büchern über Handballregeln und das Schiedsrichterwesen.

## Auszeichnungen
Er erhielt die Auszeichnung als Ehrentrainer der UdSSR (1965) und als Ehrenamtlicher Mitarbeiter für Leibeserziehung und Sport der Lettischen SSR (1981). Im Jahr 2001 wurde er mit dem Olympischen Silberorden und dem Ritterkreuz des Ordens des litauischen Großherzogs Gediminas 5. Klasse ausgezeichnet, 2007 erhielt er die Goldmedaille des Internationalen Handballverbands und 2008 das Offizierskreuz des Verdienstordens für Litauen.